# 김용수 (야구인)
김용수(金龍洙, 1960년 5월 2일 ~ )는 전 KBO 리그 MBC 청룡과 LG 트윈스의 투수로, 정교한 제구력과 포크볼, 슬라이더를 주무기로 당시 최고의 마무리 투수로 꼽혔고 선발 투수로도 최고로 꼽혔다.

## 선수 시절

### 한일은행시절
동대문상고 · 중앙대학교 체육교육학과(79학번)를 졸업하고 1983년 1차 1순위로 MBC 청룡의 지명을 받았지만,  군대 문제 해결을 위하여   실업 야구 팀인 한일은행 야구단에서 잠시 몸담았으며 1983년 아시아 야구 선수권 대회 공동우승으로 군 면제 혜택을 받았다.

### MBC 청룡시절
1985년에 MBC 청룡의 1차 9순위 지명을 다시 받아 입단했다. 1986년, 1987년 그리고 1989년에 구원왕을 하였으며 당초 대학 시절 쓰던 14번을 원했으나 선배 이광권이 반대하여 무산되자 38번을 선택하는 듯 했지만 김동엽 감독이 이 등번호를 가져가자  60년대 ~ 80년대 메이저리그 명투수였던 톰 시버의 등번호인  41번을 달게 됐다.

### LG 트윈스시절
그는 LG 트윈스에서 선발과 마무리 투수로 뛰었다. 1990년 12승을 기록하였고 팀 창단 첫 정규리그 1위와 한국시리즈에서 2승을 기록해 첫 우승에 MVP를 하였다. 1992년 부상을 당하기도 했지만 1994년 5승5패30세이브를 기록하였고 한국시리즈에서 1승 2세이브로 두번째 우승에 MVP를 하였다. 1997년 KBO 최초로 500경기에 등판하였다. 1998년에는 18승 6패를 기록하며 그 해 다승 1위를 차지했고(15선발승으로 삼성 베이커와 공동 선발승 2위였으며 선발 최다승은 17선발승의 정민태였다) 통산 다승 6위(59선발승으로 통산 선발승 51위)에 랭크되어 있다. 
다만, 1998년에는 당시 주전 마무리였던 앤더슨이 중반 이후 부진을 보이자 천보성 당시 LG 감독이 1996년 중반부터 선발로 전향한 본인(김용수)을 선발-구원-마무리로 마구잡이 투입시키는 소강수를 뒀으며 이 탓인지 선발로만 17승을 거둔 현대 정민태 때문에 삼성 스콧 베이커와 15선발승으로 선발승 공동 2위에 머무른 데다 정규시즌 MVP도 홈런-타점 2관왕인 OB 우즈에게 빼앗기는 수모를 당했다.
시즌 후 앤더슨이 1999년 쌍방울로 이적하자 같은 해 시즌 전 마무리로 낙점된 최향남이 갑작스런 손가락 골절 부상 때문에 시즌 초 뛰지 못하여 마무리로 돌아왔고 5월 31일 현대전 선발등판으로 복귀한 최향남이 시즌 막판 장염 때문에 1군 엔트리에서 제외되어 선발로 보직 변경됐다. 그 해 말 부임한 이광은 감독이 옛 스승 김동엽 감독 스타일(스파르타식 훈련)을 길들이다가 반발이 작용하여 이광은 감독과 선수단 장악 문제를 놓고 마찰을 빚어 2000년 시즌 뒤 은퇴식 없이 옷을 벗었다.
통산 100승-200세이브를 기록한 투수이기도 하다. 2012년 오승환이 경신하기 전까지 통산 세이브 1위를 유지했다. 주 무기는 포크볼이었다.(그외 무기는 sF볼, 스플리터다) 1990·1994년 한국시리즈 MVP로 선정됐으며, 현재까지 LG 출신의 투수 중에서는 유일한 KS MVP 수상자다. 2008년 LG 러브 페스티벌 스페셜 매치 때 현역 시절 그대로의 실력으로 5이닝 2실점 완투승으로 MVP를 차지했다.
그의 현역 시절 등번호였던 41번은 MBC 청룡과 LG 트윈스 구단 소속 선수 역사상 최초로 영구 결번되었다. 그의 별명은 노송이다.
20세기 LG의 KS 우승 2회 때 MVP는 모두 김용수의 몫이었고, LG가 오랫동안 고난의 시간을 보내면서 한동안 그는 LG 트윈스의 역대 선수들 중 유일한 한국시리즈 MVP였다. 2023년 한국시리즈에서 오지환이 MVP를 받으며 LG 타자 최초의 한국시리즈 MVP를 받음에 따라, 김용수는 LG 투수 최초의 한국시리즈 MVP로 기록됐다.

## 야구선수 은퇴 후
은퇴 후에는 KBS 스카이 스포츠의 야구 해설위원으로 활동했고, LG 트윈스에서 투수코치로 활동했으나 지도자로는 선수 시절에 비해 성과가 적었다.
2009년 시즌 후 LG의 스카우트로 전보된 그는 2010년부터 중앙대학교 야구부 감독으로 재직했으나, 심판에게 식사비조로 100만 원을 건넨 혐의가 드러나, 대한야구협회로부터 3년 간 지도자 자격정지 처분을 받았다. 결국 이 사건으로 2012년 11월에 중앙대학교 야구부 감독직을 고정식에게 넘기고 일본으로 건너가 연수를 받았다.
2014년 시즌 후 롯데 자이언츠가 그를 2군 투수코치로 영입하려고 했으나, 논란 끝에 영입을 철회했다. 대한야구협회와 KBO 간 징계에 관한 상호 규약은 없지만, 논란의 소지를 방지하려고 했기 때문이었다.
2015년 3월에 자격정지가 풀렸으나, 프로 현장으로 복귀하지 않고 있다.

## 출신학교
- 서울홍릉초등학교
- 동대문중학교
- 동대문상업고등학교
- 중앙대학교 체육교육학과 79학번

## 주요 기록
- 진한 바탕은 KBO 리그 최초 기록임

| 기록         | 날짜      | 소속 | 구장 | 상대팀 | 상대 타자 | 경기수 | 달성 당시 나이  | 기타 | 각주 |
| ------------ | --------- | ---- | ---- | ------ | --------- | ------ | --------------- | ---- | ---- |
| 500경기 출장 | 1997.9.11 | LG   | 잠실 | 해태   |           |        | 37세 4개월 9일  |      |      |
| 600경기 출장 | 2000.7.15 | LG   | 잠실 | 한화   |           |        | 40세 2개월 13일 |      |      |

## 통산 기록

### 연도별 투수 성적
| 연 도           | 소 속           | 나 이           | 승 리 | 패 전 | 승 률 | 평 자 책 | 출 장 | 선 발 | 완 투 | 완 봉 | 세 이 브 | 홀 드 | 이 닝  | 피 안 타 | 피 홈 런 | 볼 넷 | 고 4 | 탈 삼 진 | 몸 맞 | 보 크 | 폭 투 | 실 점 | 자 책 | 타 자 수 | W H I P |
| --------------- | --------------- | --------------- | ----- | ----- | ----- | -------- | ----- | ----- | ----- | ----- | -------- | ----- | ------ | -------- | -------- | ----- | ---- | -------- | ----- | ----- | ----- | ----- | ----- | -------- | ------- |
| 1985            | MBC             | 25              | 1     | 2     | .333  | 3.74     | 6     | 0     | 0     | 0     | 2        | 0     | 21.2   | 22       | 2        | 7     | 1    | 14       | 0     | 0     | 1     | 9     | 9     | 93       | 1.34    |
| 1986            | MBC             | 26              | 9     | 9     | .500  | 1.67     | 60    | 3     | 0     | 0     | 26       | 0     | 178.0  | 128      | 4        | 59    | 7    | 74       | 3     | 0     | 0     | 40    | 33    | 694      | 1.05    |
| 1987            | MBC             | 27              | 9     | 5     | .643  | 1.98     | 52    | 1     | 0     | 0     | 24       | 0     | 141.0  | 109      | 6        | 36    | 6    | 71       | 4     | 0     | 0     | 34    | 31    | 560      | 1.03    |
| 1988            | MBC             | 28              | 3     | 5     | .375  | 4.47     | 34    | 3     | 1     | 0     | 11       | 0     | 98.2   | 118      | 5        | 31    | 1    | 51       | 3     | 0     | 0     | 51    | 49    | 438      | 1.51    |
| 1989            | MBC             | 29              | 5     | 5     | .500  | 3.19     | 47    | 1     | 0     | 0     | 22       | 0     | 104.1  | 107      | 2        | 29    | 5    | 51       | 3     | 1     | 1     | 43    | 37    | 429      | 1.30    |
| 1990            | LG              | 30              | 12    | 5     | .706  | 2.04     | 33    | 13    | 2     | 0     | 5        | 0     | 149.2  | 122      | 4        | 38    | 1    | 119      | 3     | 0     | 0     | 40    | 34    | 594      | 1.07    |
| 1991            | LG              | 31              | 12    | 11    | .522  | 2.79     | 41    | 16    | 8     | 1     | 10       | 0     | 190.0  | 172      | 5        | 62    | 7    | 129      | 8     | 2     | 5     | 71    | 59    | 788      | 1.23    |
| 1992            | LG              | 32              | 5     | 4     | .556  | 5.16     | 14    | 8     | 1     | 0     | 0        | 0     | 61.0   | 62       | 5        | 17    | 0    | 27       | 3     | 0     | 2     | 37    | 35    | 255      | 1.30    |
| 1993            | LG              | 33              | 6     | 2     | .750  | 1.55     | 50    | 0     | 0     | 0     | 26       | 0     | 75.2   | 53       | 3        | 20    | 6    | 60       | 2     | 0     | 2     | 16    | 13    | 293      | 0.97    |
| 1994            | LG              | 34              | 5     | 5     | .500  | 2.56     | 42    | 0     | 0     | 0     | 30       | 0     | 63.1   | 46       | 1        | 10    | 1    | 44       | 1     | 0     | 0     | 24    | 18    | 247      | 0.88    |
| 1995            | LG              | 35              | 4     | 2     | .667  | 1.43     | 48    | 0     | 0     | 0     | 30       | 0     | 69.0   | 59       | 1        | 10    | 3    | 44       | 1     | 0     | 2     | 12    | 11    | 270      | 1.00    |
| 1996            | LG              | 36              | 16    | 7     | .696  | 2.82     | 48    | 9     | 2     | 1     | 9        | 0     | 130.2  | 123      | 6        | 36    | 7    | 92       | 3     | 0     | 1     | 55    | 41    | 546      | 1.22    |
| 1997            | LG              | 37              | 12    | 8     | .600  | 3.70     | 28    | 28    | 2     | 0     | 0        | 0     | 177.2  | 163      | 16       | 43    | 4    | 121      | 8     | 0     | 3     | 82    | 73    | 733      | 1.16    |
| 1998            | LG              | 38              | 18    | 6     | .750  | 3.45     | 32    | 25    | 1     | 0     | 2        | 0     | 175.0  | 176      | 11       | 45    | 3    | 116      | 7     | 0     | 2     | 74    | 67    | 742      | 1.26    |
| 1999            | LG              | 39              | 3     | 9     | .250  | 2.88     | 46    | 3     | 0     | 0     | 26       | 0     | 68.2   | 70       | 5        | 13    | 1    | 48       | 3     | 0     | 4     | 23    | 22    | 289      | 1.21    |
| 2000            | LG              | 40              | 6     | 4     | .600  | 5.24     | 32    | 19    | 0     | 0     | 4        | 1     | 127.0  | 142      | 10       | 42    | 2    | 85       | 9     | 0     | 4     | 83    | 74    | 556      | 1.45    |
| KBO 통산 : 16년 | KBO 통산 : 16년 | KBO 통산 : 16년 | 126   | 89    | .586  | 2.98     | 613   | 129   | 17    | 2     | 227      | 1     | 1831.1 | 1672     | 86       | 498   | 55   | 1146     | 61    | 3     | 27    | 694   | 606   | 7527     | 1.19    |

- 시즌 기록 중 굵은 글씨는 해당 시즌 최고 기록

### 연도별 타격 성적
| 연 도          | 소 속          | 나 이          | 출 장 | 타 석 | 타 수 | 득 점 | 안 타 | 2 루 타 | 3 루 타 | 홈 런 | 타 점 | 도 루 | 도 실 | 볼 넷 | 삼 진 | 타 율 | 출 루 율 | 장 타 율 | O P S | 루 타 | 병 살 타 | 몸 맞 | 희 타 | 희 플 | 고 4 |
| -------------- | -------------- | -------------- | ----- | ----- | ----- | ----- | ----- | ------- | ------- | ----- | ----- | ----- | ----- | ----- | ----- | ----- | -------- | -------- | ----- | ----- | -------- | ----- | ----- | ----- | ---- |
| 1995           | LG             | 35             | 1     | 1     | 1     | 0     | 0     | 0       | 0       | 0     | 0     | 0     | 0     | 0     | 1     | .000  | .000     | .000     | .000  | 0     | 0        | 0     | 0     | 0     | 0    |
| KBO 통산 : 1년 | KBO 통산 : 1년 | KBO 통산 : 1년 | 1     | 1     | 1     | 0     | 0     | 0       | 0       | 0     | 0     | 0     | 0     | 0     | 1     | .000  | .000     | .000     | .000  | 0     | 0        | 0     | 0     | 0     | 0    |